# 烏姆布瓦吉
烏姆布瓦吉（阿拉伯语：أم البواقي）是北非國家阿爾及利亞東北部的城市，也是烏姆布瓦吉省的首府，居民主要從事農業，該市是小麥、大麥、無花果和橄欖的主要交易中心，海拔高度902米，2010年人口60,857。